# Tim Lincecum
Timothy Leroy Lincecum (15 de junho de 1984, Bellevue, Washington) é um jogador profissional de beisebol estadunidense aposentado que atuava como arremessador na Major League Baseball. Ele foi campeão três vezes da World Series, em 2010, 2012 e 2014, jogando pelos Giants. Ele também recebeu dois prêmios Cy Young.

## Números da carreira
- Vitórias–Derrotas: 110–89
- Earned run average (ERA): 3,74
- Strikeouts: 1 736